# Hrabstwo Klickitat
Hrabstwo Klickitat (ang. Klickitat County) – hrabstwo w stanie Waszyngton w Stanach Zjednoczonych. Hrabstwo zajmuje powierzchnię całkowitą 1904,18 mil² (4931,8 km²). Według szacunków United States Census Bureau w roku 2009 miało 20 554 mieszkańców. Jej siedzibą jest Goldendale.
Jednostka administracyjna została wydzielona z obszaru hrabstwa Walla Walla 20 grudnia 1859 r.

## Miasta
- Bingen
- Goldendale
- White Salmon

## CDP
- Bickleton
- Centerville
- Dallesport
- Klickitat
- Lyle
- Maryhill
- Roosevelt
- Trout Lake
- Wishram